# Сидоренко Володимир Олександрович
Володимир Олександрович Сидоренко (нар. 5 жовтня 1988, Іллінці) — український волейболіст, який грає на позиції діагонального (інколи — на позиції догравальника) у клубі СК «Епіцентр-Подоляни» з Городка на Хмельниччині та збірній України.

## Життєпис
Народився 5 жовтня 1988 року в м. Іллінці Вінницької области.
Грав за команди «Імпексагро Спорт Черкаси» «Кримсода» з міста Красноперекопська, ВНАУ (Вінниця) та «Будівельник» із Чернівців. Протягом кількох років був капітаном команди «Серце Поділля» з Вінниці. Улітку 2021 року перейшов до складу СК «Епіцентр-Подоляни» з Городка на Хмельниччині.
У складі студентської збірної України — учасник Всесвітньої Універсіади-2007 у Таїланді.
У складі збірної України — учасник чемпіонату Європи 2021; у команді він замінив діагонального Василя Тупчія, який не відновився після травми.